# Ильино-Поляна
Ильино-Поляна (баш. Ильина Поляна) — село в Благовещенском районе Башкортостана, центр Ильино-Полянского сельсовета.  Согласно переписи 2020 года население составляло 2052 человека.

## Население
| 2002 | 2009  | 2010  |
| ---- | ----- | ----- |
| 2011 | ↗2156 | ↘2039 |

Согласно переписи 2002 года, преобладающая национальность — русские (67 %).

## История

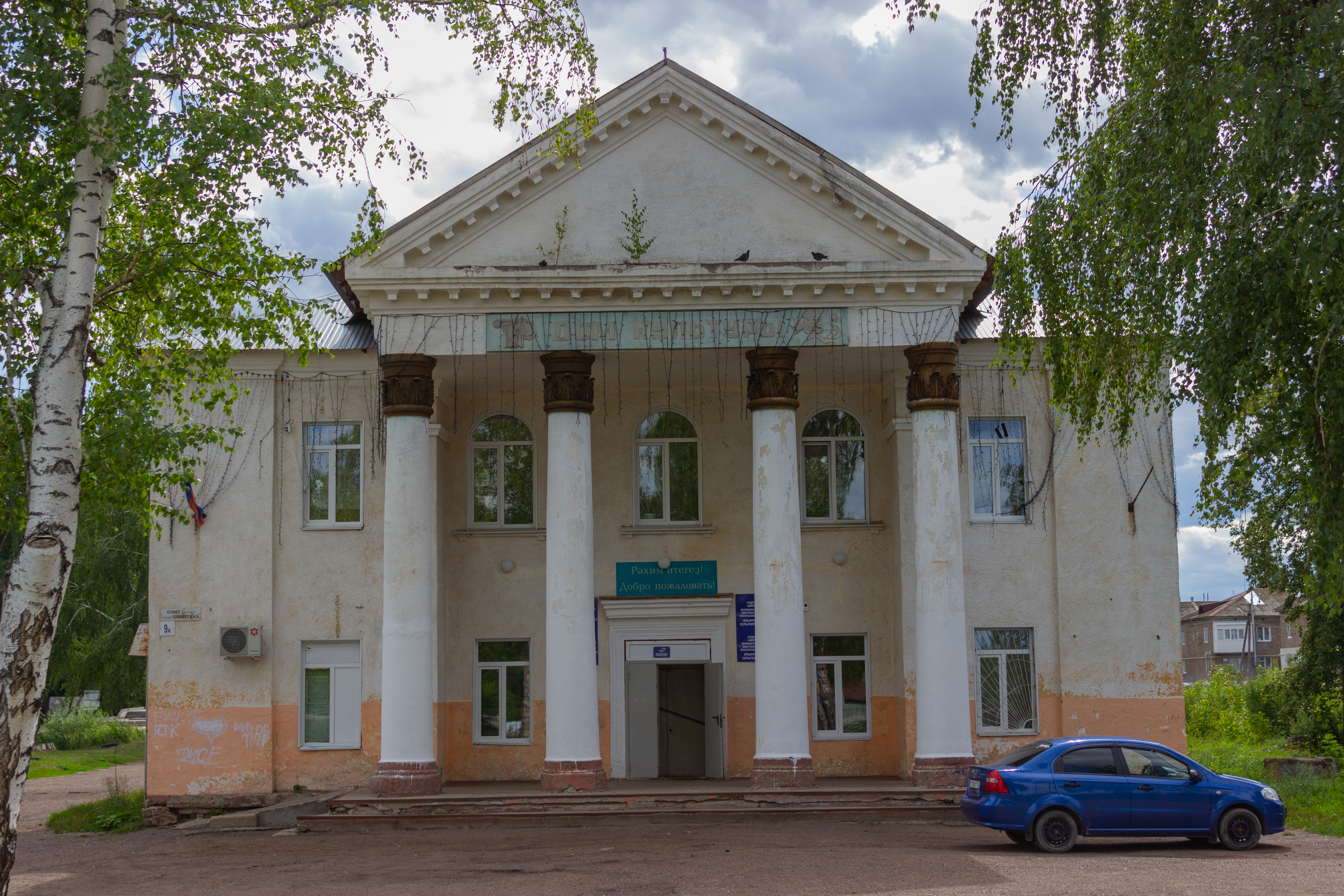
Сельский Дом культуры

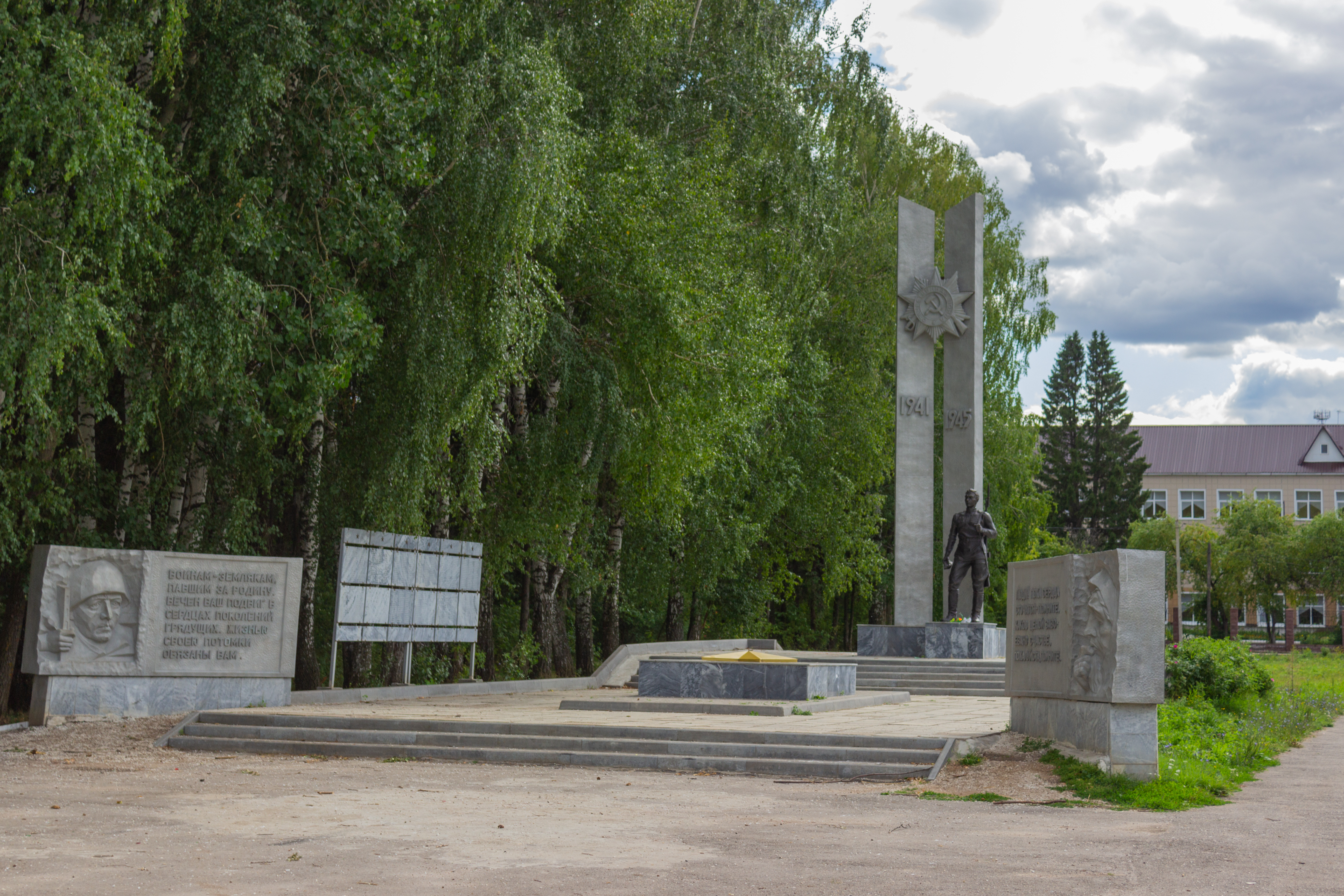
Мемориал погибшим землякам

Ильинский поселок (Изякская Поляна, Ильино-Поляна) — самое крупное по численности населения село Благовещенского района.
История этого населенного пункта началась в 1887 году, когда переселенцы из Вятской губернии купили участок земли у местного землевладельца Дмитрия Дашкова по цене 26 рублей за десятину. Одноименное сельское общество было образовано в конце XIX века.
Среди крестьян починка было много Светлаковых, Осколковых, Целищевых, Изместьевых. Также в починке проживали Бронниковы, Бушмакины, Горбушины, Горшенины, Васюковы, Бажины, Богомоловы, Дудоладовы, Жеребцовы, Кислухины, Кислицыны, Мельчаковы, Первушины, Прокушевы, Спирины, Старцевы, Тимофеевы, Федосовы, Федяевы, Хлебниковы, Хорошавины, Хохрины, Шабалины, Шубины, Шумайловы и другие.
В 1895 году в починке насчитывалось 49 дворов и 339 человек. Уже тогда работали бакалейная и казенная винная лавки. В 1911 году открылась земская одноклассная школа.
За двадцать лет население починка почти удвоилось. Большинство жило скромно, но не бедно. Самым крупным землевладельцем был Василий Моисеевич Морозов — у него имелось 32,5 десятины, из которых только 6 десятин засевались. Из скотины он держал трех лошадей, семь коров, 22 овцы и двух свиней.
Активными участниками установления советской власти в поселении были Павел Максимович Краев, Трофим Васильевич Целищев, Николай Бушмакин, Иван Олин и Григорий Тимофеевич Жиганов — первый председатель новообразованного в 1930 году Ильино-Полянского сельсовета.
В период коллективизации в селе был организован колхоз «Лоб», переименованный в 1936 году в «Зерновик». В 1930-е годы в село была перенесена МТС из деревни Степановка Уфимского района. В середине XX века село вошло в колхоз «Красный Октябрь», затем стало центром колхоза имени Маленкова. В 1957 году Ильино-Поляна стала центральной усадьбой большого совхоза «Степановский», за которым было закреплено 23,8 тыс. гектаров общей земельной площади. Первым директором совхоза стал Григорий Дмитриевич Варламов.
Поселение быстро развивалось. В 1964 году в селе открылся Дом культуры. Самая старая улица села в 1965 году получила имя Юрия Гагарина, на ней находились сельсовет, клуб и магазин. В 1966 году в Ильино-Поляне было построено трехэтажное здание школы и открылась сельская участковая больница, а в 1969 году — детский сад.
В 1975 году в Ильино-Поляне заработала птицефабрика «Благовещенская», ее первым директором стал Г. Д. Варламов. В эпоху позднего СССР в селе было построено 19 двухэтажных жилых домов и один трехэтажный.
По сравнению с 1917 годом количество жителей Ильино-Поляны к концу советского периода увеличилось почти в четыре раза, что во многом связано с появлением птицефабрики. В конце XX века на ней работало 326 человек, однако, в 2003 году птицефабрика была ликвидирована. Несмотря на это Ильино-Поляна остается самым крупным по численности населения селом Благовещенский район (Башкортостан).

## Географическое положение
Расстояние до:
- районного центра (Благовещенск): 14 км,
- ближайшей ж/д станции (Загородная): 23 км.

## Религия
В селе есть православная церковь Илии Пророка.